# Jamaica en los Juegos Paralímpicos de Barcelona 1992
Jamaica estuvo representada en los Juegos Paralímpicos de Barcelona 1992 por cuatro deportistas, dos hombres y dos mujeres.

## Medallistas
El equipo paralímpico jamaicano obtuvo las siguientes medallas:
| Nombre          | Deporte   | Evento                  |
| --------------- | --------- | ----------------------- |
| Oro             |           |                         |
| —               |           |                         |
| Plata           |           |                         |
| Sylvia Grant    | Atletismo | Jabalina THW7 femenino  |
| Bronce          |           |                         |
| Sylvia Grant    | Atletismo | Disco THW7 femenino     |
| Davis Jeffreson | Atletismo | Jabalina THW6 masculino |